# Desastre Ferroviário de Cruz da Pedra
O Desastre Ferroviário de Cruz da Pedra foi um acidente ocorrido em 28 de Maio de 1990 no Apeadeiro de Cruz da Pedra, na cidade de Lisboa, em Portugal. Dois comboios colidiram, provocando dois mortos e 350 feridos.

## Antecedentes
No dia 28 de Maio de 1990, um comboio saiu de Sintra às 07:59 com destino a Lisboa, e outro saiu do Cacém às 08:19 também com destino à capital. Ambos os comboios estavam lotados, por ser hora de ponta. Segundo a Federação dos Sindicatos dos Trabalhadores Ferroviários Portugueses, o segundo comboio estava a circular com um número de passageiros três vezes superior à sua capacidade normal.
Na Estação Ferroviária de Campolide, um grupo de passageiros tinha ocupado a via férrea por volta das 08:20, em protesto pela falta de um comboio, o que alterou a circulação normal na Linha de Sintra, obrigando os comboios a abrandar e parar antes de entrar em Campolide. Assim, o comboio vindo de Sintra parou no Apeadeiro de Cruz da Pedra.

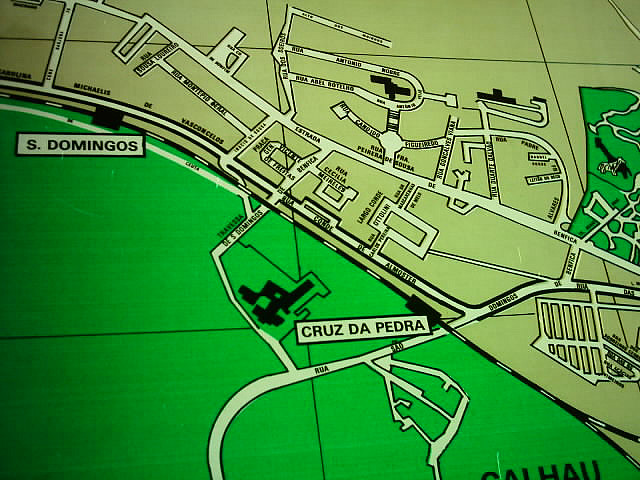
Localização dos antigos apeadeiros de Cruz da Pedra e São Domingos de Benfica, num mapa de 1983 da Câmara Municipal de Lisboa, em uso até à década de 2010.

## Acidente e socorros
O comboio saído do Cacém apanhou primeiro um sinal verde na Estação de Benfica, e depois encontrou um semáforo amarelo (52D), que significava que o próximo sinal (46D) iria estar vermelho e por consequência o comboio deveria reduzir a sua velocidade, de forma a travar em segurança. O semáforo 46D estava com o aspecto vermelho, porque a via férrea à sua frente estava já ocupada pelo comboio que tinha saído de Sintra. No entanto, o maquinista não conseguiu imobilizar a composição antes do semáforo, acabando por colidir, cerca das 08:45, com o outro comboio. Devido à força da colisão, a primeira unidade do segundo comboio ficou quase totalmente destruída. Logo após o embate, gerou-se o caos no interior das composições, com muitos passageiros a tentarem fugir. Os primeiros feridos a saírem dos comboios foram evacuados pelos outros passageiros, processo dificultado pelo ponto da via onde se deu o acidente, em talude. Pouco tempo depois chegaram os bombeiros e as primeiras ambulâncias, e começou o socorro aos feridos, com alguns dos casos mais graves a serem primeiro assistidos no local. Foi criado um circuito rápido de ambulâncias, algumas delas com batedores da Polícia de Segurança Pública, para evacuar os feridos, primeiro para o Hospital de Santa Maria, e depois para o Hospital de São José. Ao local também acorreram os agentes da Polícia de Segurança Pública, que ajudaram a controlar a multidão em redor do local do acidente, entre passageiros e moradores da zona. Todo o trânsito automóvel foi desviado para a zona entre Benfica e Sete Rios, gerando o caos na circulação.
Duas horas depois do acidente, a circulação ferroviária foi reestabelecida entre Lisboa e Sintra, e foi feito o primeiro balanço, com uma fatalidade e 263 feridos. Às 11 horas, já tinham chegado 120 pessoas ao hospital de Santa Maria, das quais 30 a 40 ficaram internadas, enquanto que ao Hospital da Cruz Vermelha chegaram três feridos, e no Hospital de São José deram entrada 78 feridos mais um morto, Ermelinda Mendes, de 80 anos. No entanto, devido ao estado de alguns feridos mais graves no Hospital de Santa Maria, previa-se que podiam haver ainda mais fatalidades. Com efeito, Francisco José Pereira, que se encontrava internado naquela unidade hospitalar, faleceu ainda no dia 28, por volta das 21 horas. Verificou-se o caos no hospital, devido à constante chegada de vítimas, e devido ao grande número de familiares e amigos que vieram ali pedir informações. No dia 29, ainda estavam internados seis feridos em Santa Maria, em São José ainda estavam 33 vítimas, enquanto que no Hospital da Cruz Vermelha só estava um indivíduo, que tinha sofrido um traumatismo craniano.

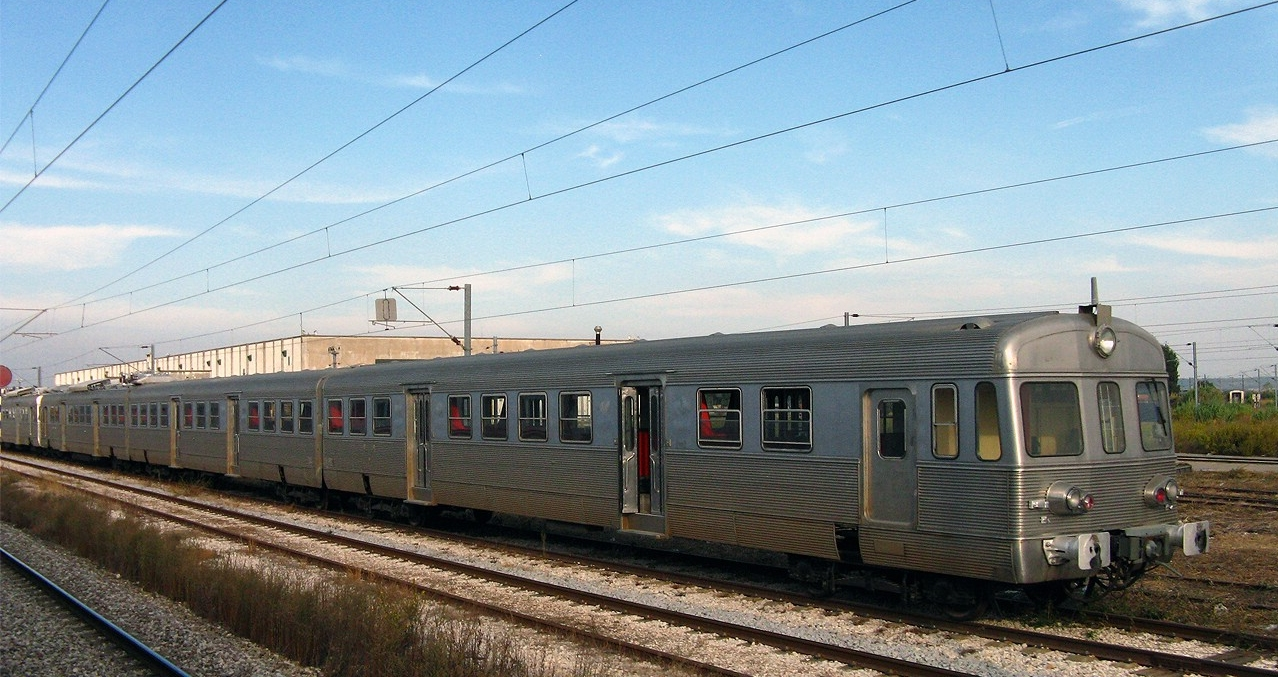
Automotoras da Série 2000, do mesmo tipo das envolvidas no acidente.

## Investigação
O maquinista do segundo comboio alegou que ia a baixa velocidade, e que os travões não funcionaram quando os accionou, explicação que foi apoiada pela Federação dos Sindicatos. Aquela organização criticou duramente a C. P. pelo acidente, acusando a empresa de não investir na segurança da circulação. A falta de condições de segurança também foi denunciada pela Comissão de Utentes da Linha de Sintra, que criticou a sobrelotação dos comboios e o estado de degradação do material circulante. A comissão fez uma manifestação após o acidente, e afirmou que iria denunciar a situação ao Parlamento Europeu e ao Conselho da Europa, e exigir a elaboração de um inquérito sobre as condições de segurança para os passageiros na Linha de Sintra. Foi feito um teste de alcoolemia ao maquinista, que teve resultado negativo. Com efeito, o acidente de Cruz da Pedra inseriu-se num período de insegurança nos caminhos de ferro portugueses, tendo ocorrido apenas alguns anos após os desastres de Alcafache, em 1985, e Póvoa de Santa Iria, em 1986. Além disso, o país estava em terceiro lugar na União Europeia, e em quarto na União Internacional dos Caminhos de Ferro, em termos de descarrilamentos, e o segundo pior em número de passageiros mortos em acidentes ferroviários, na União Europeia. Nessa altura, a Linha de Sintra utilizava um sistema de sinalização considerado obsoleto, estando então prevista a sua modernização para 1994. Com efeito, na zona do acidente, a circulação era feita principalmente de forma visual, devido ao grande movimento e à reduzida visibilidade dos sinais luminosos. Como consequência do acidente, o ministro Ferreira do Amaral nomeou o Gabinete do Nó Ferroviário de Lisboa para a instalação do Sistema de Controlo Automático de Velocidade na Linha de Sintra, um mecanismo de segurança que já era utilizado na Linha de Cascais.
Logo após o acidente, o director geral da C. P., Soares Lopes, avançou que podia ter sido causado por falha humana.  A caixa negra do segundo comboio foi removida e analisada por uma comissão de três elementos. Uma das causas indirectas deste acidente terá sido a manifestação dos passageiros em Campolide, que perturbou a circulação ferroviária, embora o seu papel tenha sido muito reduzido devido à presença da sinalização eléctrica, que avisava os maquinistas quando a linha em frente estava ocupada.
No dia 30, foi apresentado o inquérito preliminar sobre o acidente, que culpou o maquinista pelo sucedido, alegando que não tinha reagido de forma correcta ao semáforo 52D, que estava com a indicação amarela. Segundo a regulamentação, a velocidade do comboios deveria ter sido reduzida ao ver o sinal, de forma a atravessá-lo a menos 45 km/h, mas o maquinista apenas terá iniciado a manobra de travagem após ultrapassar o sinal, pelo que o comboio passou a uma velocidade de 80 km/h. O inquérito indicou igualmente que o sinal 46D, que estava vermelho, possuía uma distância de avistamento de 300 m, enquanto que o semáforo 52D, que apresentava cor amarela, podia ser visto a cerca de 600 m. Além disso, o maquinista não teria iniciado de forma correcta os sistemas de travagem, que, contra o testemunho do maquinista, estavam em bom estado, tendo sido submetidos a um processo de revisão na semana anterior. Esta explicação foi criticada pela Federação dos Sindicatos, que defendeu a conduta do maquinista, e apontou a falta de condições de segurança, devido à degradação do material e a sua sobrelotação, como causa para a ineficácia dos sistemas de travagem, levando à colisão. Estas conclusões também foram censuradas pela divisão dos transportes de Lisboa do Partido Comunista Português, e pelos presidentes das Juntas de Freguesia de Agualva-Cacém, Queluz e Rio de Mouro, que responsabilizaram a C. P. e o governo pelo desastre.